# Ian Stewart
Ian Andrew Robert Stewart (Fife, Escocia, 18 de julio de 1938-Londres, Inglaterra, 12 de diciembre de 1985), conocido como Stu, fue un teclista británico. Tocaba el piano en la alineación original de The Rolling Stones, antecediendo a Mick Jagger, Keith Richards, Bill Wyman y Charlie Watts como miembro de la banda. Debido a que al mánager del grupo, Andrew Loog Oldham, no le parecía bien que luciera con el grupo a efectos publicitarios, Stewart fue apartado como miembro oficial pero continuaría hasta su muerte como pianista y "road manager" de la banda, razón por la que es conocido como "el sexto Stone".

## Rol en los Rolling Stones

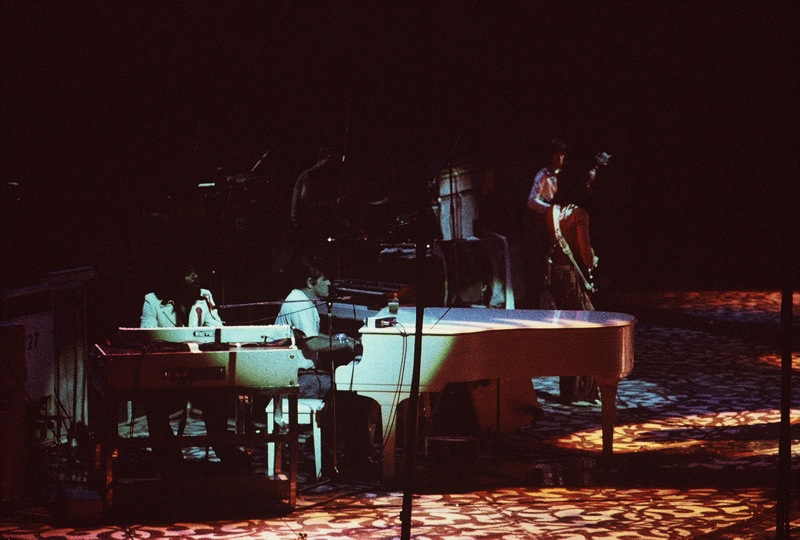
Ian Stewart y Billy Preston con The Rolling Stones (1975).

"Stu" tocó los teclados en la mayoría de los álbumes esenciales de los Stones desde los 1960s hasta los 1980s, aunque a veces acompañado por artistas como Nicky Hopkins, Billy Preston o Phil Spector. A medida que la carrera de los Stones progresó Stewart se volvió selectivo en sus contribuciones, privilegiando temas de blues y country rockers. Ejemplos de esto son "Let It Bleed", "Dead Flowers", "Sweet Virginia", y las versiones de "Carol" y "Little Queenie" de Chuck Berry registradas en Get Yer Ya-Ya's Out!. 
Más adelante, a comienzos de los 70s, cuando Keith Richards y varios en el entorno de la banda cayeron en el abuso de drogas, Stewart se alejó en gran medida de los asuntos musicales, concentrándose en las tareas administrativas.
Estuvo trabajando en Imperial Chemical Industries (ICI).

## Participación en giras
Pese a haber sido relegado por recomendación de Andrew Loog Oldham en la primavera de 1963, Stewart siguió al pie de la banda como Road Manager y pianista. Su participación en directo empezó desde los inicios de la banda donde se lo puede ver en registros fotográficos tocando piano y maracas en presentaciones en el Marquee en 1963. Posteriormente no se observa participación musical en directo hasta 1969, con su ingreso como pianista en la The Rolling Stones American Tour 1969 y European Tour 1970. 
Durante las giras siguientes entre 1971 y 1977 compartiría escenario con Nicky Hopkins (1971-1973) y Billy Preston (1973-1977).
Su ingreso pleno como pianista empezaría en el US Tour 1978, donde acompañaría al organista y tecladista Ian McLagan. Esta fórmula dual se repetiría en la siguiente gira American Tour 1981. En la gira European Tour 1982, su compañero en el escenario fue Chuck Leavell. Esta sería su última gira con los Stones.

## Otras colaboraciones
Aparte de su trabajo con los Stones, se puede escuchar el piano de Stewart tocando su boogie-woogie en grabaciones para otros grupos, entre otros, en la canción que Led Zeppelin le dedica, "Boogie with Stu", del Physical Graffiti (1975) y en el tema Rock And Roll

## Muerte y reconocimiento póstumo
Aunque sus últimas contribuciones incluidas en un álbum de los Rolling Stones fueron en el álbum Undercover, participó de las problemáticas sesiones para Dirty Work de 1986. A comienzos de diciembre de 1985, Stewart comenzó a tener problemas respiratorios. El 12 de diciembre, se dirigió a una clínica para examinarse; sin embargo, sufrió un ataque al corazón y murió mientras aguardaba en la sala de espera.
En febrero de 1986, los Stones le rindieron tributo tocando con la banda de boogie-woogie cofundada por él, Rocket 88, además de incluir 30 segundos de un solo de boogie-woogie interpretado por Ian Stewart como cierre de su siguiente álbum Dirty Work.
Cuando los Rolling Stones ingresaron en el Salón de la Fama del Rock en 1989, solicitaron que el nombre de Stewart fuera incluido como miembro de la banda.

## Discografía
Con The Rolling Stones:

### Álbumes de estudio (Rolling Stones)
- The Rolling Stones
- 12 x 5
- The Rolling Stones No.2
- The Rolling Stones, Now!
- Out of Our Heads
- December's Children (And Everybody's)
- Aftermath
- Between the Buttons
- Their Satanic Majesties Request
- Beggars Banquet
- Let It Bleed
- Sticky Fingers
- Exile on Main St.
- Goats Head Soup
- It's Only Rock'n'Roll
- Black and Blue
- Some Girls
- Emotional Rescue
- Tattoo You
- Undercover
- Dirty Work

### Álbumes en vivo (Rolling Stones)
- Get Yer Ya-Ya's Out! The Rolling Stones in Concert (1970)
- Love You Live (1977)
- Still Life (1982)

Con Led Zeppelin:
- Rock and Roll en Led Zeppelin IV (1971)
- Boogie With Stu en Physical Graffiti (1975)

Con George Thorogood:
- Bad to the Bone (1982)

Con Blues 'n' Trouble:
- No Minor Keys, feat. Robert Cray and Ian Stewart (1986)

Con Alexis Korner:
- Alexis Korner and Friends, Live from the Marquee Club London (1983)

Con Rocket 88
- Rocket 88 (1979)